# Kiribati
 Ovo je glavno značenje pojma Kiribati. Za druga značenja pogledajte Kiribati (razdvojba).
Republika Kiribati je otočna država u središnjem dijelu Tihog oceana. Pripada joj 33 koraljna otoka i morska grebena ukupne površine 800 četvornih kilometara raštrkanih na 3,5 milijuna četvornih kilometara pripadajućeg teritorijalnog mora. Otočje je raštrkano oko 180. meridijana i ekvatora. Od 1994. Međunarodna datumska granica prolazi istočno i od Linijskih otoka, najistočnijeg dijela Kiribatija, koji se i nalaze na zapadnoj polutci. Linijski otoci se nalaze u najistočnijem vremenskom pojasu, te jedini za standardno vrijeme imaju UTC+14. Standardno vrijeme ostalih dijelova Kiribatija je UTC+12 ili UTC+13.
Prema popisu stanovništva iz 2011. godine ima oko 100 000 stanovnika, od kojih više od polovice živi na koraljnom otoku Tarawi, gdje se nalazi i glavni grad države te većina gospodarstva i uprave. Neovisnost je stekao 1979. od Ujedinjenog Kraljevstva. Kiribati je članica Britanske zajednice naroda, Međunarodnog monetarnog fonda i Svjetske banke. U zajednicu Ujedinjenih Naroda primljen je 1999. godine.

## Ime
Naziv "Kiribati" usvojen je prilikom stjecanja neovisnosti, a u mjesnom govoru označava Gilbertove otoke i dolazi od naziva otočja koje je okosnica države; "Kiribati" je zapravo engleska riječ "Gilberts" napisana po pravilima gilbertskog pravopisa. Gilberti su nazvani prema britanskom istraživaču i pomorcu Thomasu Gilbertu, koji je ploveći iz Sydneya u kineski Guangzhou otkrio niz koraljnih otoka kasnije nazvanih njemu u čast.
Ruski admiral Ivan Kruzenštern i francuski istraživač Louis Isidore Duperrey prvi su početkom 1820-ih spoznali važnost Gilbertova otkrića. Na njihovim pomorskim zemljovidima na engleskom i francuskom jeziku uvode pojam "Gilbertovih otoka" (Gilbertova otočja), koji se na vojnim zemljovidima često navodio i kao Kingsmils. Stvaranjem Gilbertovih i Ellisovih otoka, britanskog protektorata između 1892. i 1916., službeno se uvodi naziv Kiribatija i Gilbertovih otoka na zemljovide. Stanovništvo tih otočja nazivalo se Gilbertima, a njihov jezik gilbertski jezik.

## Povijest
Kiribati bio je britanska kolonija sve do 1979. godine kada su stekli neovisnost. Ime države je prijevod najveće otočne skupine Gilbert na gilbertski jezik. 

## Zemljopisni smještaj i položaj
Kiribati čine tri sasvim odvojene otočne skupine raspršene na golemom prostoru Tihog oceana (oko 3,5 milijuna km2). Te skupine su Gilbertovo otočje‎, otočje Phoenix i Ekvatorski otoci. Otoci su koraljni atoli, smješteni na vulkanskoj osnovi i okruženi grebenima. Izdižu se svega oko 1,5 metara iznad morske razine. Gilbertovo otočje je cijelo naseljeno, u Ekvatorskim otocima su naseljena 3 otoka, a u otočju Phoenix naseljen je samo 1 otok. 
Najveći otok je Kiritimati (Ekvatorski otoci), 388 km2. Najviši vrh je na otoku Banaba, visok 81 metar.

## Globalno zatopljenje
Predviđa se da će Kiribati biti prva država koja će izgubiti teritorij zbog dizanja razina mora zbog globalnog zatopljenja. Ne brojeći otok Banaba, najviša nadmorska visina u Kiribatiju je tek dva metra. Kiribati je već 1999. izgubio dva nenastanjena otoka zbog dizanja razine mora.

## Industrija i gospodarstvo
Otoci su bili bogati fosfatima, ali eksploatacija za izvoz iscrpila je rezerve u 70-im godinama 20. stoljeća. Gospodarstvo se zasniva na poljoprivredi za vlastite potrebe i ribarstvu jer okolna mora obiluju podmorskim životom.
Glavni izvozni proizvod je kopra. 
BDP po stavnovniku 2001. iznosio je 800$. 

## Stanovništvo
Većina stanovništva su I-Kiribati koji govore vlastitim mikronezijskim jezikom.
Etničke grupe Kiribata: 112 000 stanovnika (UN Country Population; 2009.), 5 naroda.
Britanci, 50
Euronezijci, 1100
I-Kiribati, 89 000
Mandarinski Kinezi, 90
Tuvaluanci, 700
Ostali 5500

### Religija
Najviše je katolika 53% stanovnika, slijede 39% kiribatski protestanti, 2,5% bahá'í, a ostale religije čine 5%.

### Glavni grad
U gradovima živi 36% stanovništva.
Glavni "grad" je Južna Tarawa (South Tarawa), kojeg čini niz otočića otoka Tarawa, spojenih nasipima na kojima je glavna prometnica na otoku.
Bairiki, otok atola Tarawa je administrativno središte, a otok Ambo je središte parlamenta.

## Vanjske poveznice

### Sestrinski projekti
|  | Zajednički poslužitelj ima stranicu o temi Kiribati    |
|  | Zajednički poslužitelj ima još gradiva o temi Kiribati |